# 富山県道184号河内花崎線
富山県道184号河内花崎線（とやまけんどう184ごう かわちはなさきせん）は富山県富山市内を通る一般県道である。

## 概要

### 路線データ
- 起点：富山県富山市河内字二ツ橋割（富山市林道大山小原河内線交点）[1]
- 終点：富山県富山市花崎山下割（富山県道35号立山山田線交点）
- 実延長：8,820m

## 沿革
- 1960年（昭和35年）4月23日 - 認定[2]

## 地理

### 通過する自治体
- 富山県富山市

### 接続する道路
- 富山市林道大山小原河内線（起点：富山市河内字二ツ橋割）[1]
- 富山県道35号立山山田線（終点：花崎交差点）

### 周辺
- 富山地方鉄道上滝線 上滝駅
- 富山市立上滝中学校
- 熊野川
- 熊野川ダム